# رهبران اپوزیسیون اصلی ترکیه
این فهرستی از رهبران اپوزیسیون اصلی ترکیه از زمان آغاز دورهٔ جمهوری در سال ۱۹۲۳ است. به جز دو برهه مختصر در ۱۹۲۴–۲۵ و در ۱۹۳۰ هیچ رهبر اپوزیسیونی در دورهٔ تک حزبی وجود نداشت. علاوه بر این در دوره چند حزبی دولت‌های فن سالار رهبر اپوزیسیونی وجود نداشت.

## فهرست
| دوره تصدی                        | رهبر (تولد–مرگ)               | پرتره                                | حزب | حزب                                    |
| -------------------------------- | ----------------------------- | ------------------------------------ | --- | -------------------------------------- |
| ۱۷ اکتبر ۱۹۲۴ – ۳ ژوئن ۱۹۲۵      | کاظم قره‌بکر (۱۸۸۲–۱۹۴۸)       |                                      |     | حزب جمهوری‌خواه ترقی‌پرور                |
| ۱۲ اوت ۱۹۳۰ – ۱۷ نوامبر ۱۹۳۰     | علی فتحی اوکیار (۱۸۸۰–۱۹۴۳)   |                                      |     | حزب جمهوری‌خواه لیبرال                  |
| ۷ ژانویه ۱۹۴۶ – ۱۴ مه ۱۹۵۰       | جلال بایار (۱۸۸۳–۱۹۸۶)        |                                      |     | حزب دموکرات                            |
| ۲ ژوئن ۱۹۵۰ – ۲۷ مه ۱۹۶۰         | عصمت اینونو (۱۸۸۴–۱۹۷۳)       |                                      |     | حزب جمهوری‌خواه خلق                     |
| ۲۰ نوامبر ۱۹۶۱ – ۲۵ ژوئن ۱۹۶۲    | اکرم علی‌جان (۱۹۱۶–۲۰۰۰)       |                                      |     | حزب نو ترکیه                           |
| ۲۵ ژوئن ۱۹۶۲ – ۶ ژوئن ۱۹۶۴       | راغب گوموش‌پالا (۱۸۹۷–۱۹۶۴)    |                                      |     | حزب عدالت                              |
| ۶ ژوئن ۱۹۶۴ – ۲۰ فوریه ۱۹۶۵      | سلیمان دمیرل (۱۹۲۴–۲۰۱۵)      |                                      |     | حزب عدالت                              |
| ۲۰ فوریه ۱۹۶۵ – ۲۶ مارس ۱۹۷۱     | عصمت اینونو (۱۸۸۴–۱۹۷۳)       |                                      |     | حزب جمهوری خلق                         |
| ۲۶ ژانویه ۱۹۷۴ – ۱۷ نوامبر ۱۹۷۴  | سلیمان دمیرل (۱۹۲۴–۲۰۱۵)      |                                      |     | حزب عدالت                              |
| ۳۱ مارس ۱۹۷۵ – ۲۱ ژوئن ۱۹۷۷      | بولنت اجویت (۱۹۲۵–۲۰۰۶)       |                                      |     | حزب جمهوری خلق                         |
| ۲۱ ژوئن ۱۹۷۷ – ۲۱ ژوئیه ۱۹۷۷     | سلیمان دمیرل (۱۹۲۴–۲۰۱۵)      |                                      |     | حزب عدالت                              |
| ۲۱ ژوئیه ۱۹۷۷ – ۵ ژانویه ۱۹۷۸    | بولنت اجویت (۱۹۲۵–۲۰۰۶)       |                                      |     | حزب جمهوری خلق                         |
| ۵ ژانویه ۱۹۷۸ – ۱۲ نوامبر ۱۹۷۹   | سلیمان دمیرل (۱۹۲۴–۲۰۱۵)      |                                      |     | حزب عدالت                              |
| ۱۲ نوامبر ۱۹۷۹ – ۱۲ سپتامبر ۱۹۸۰ | بولنت اجویت (۱۹۲۵–۲۰۰۶)       |                                      |     | حزب جمهوری خلق                         |
| ۱۳ دسامبر ۱۹۸۳ – ۲۷ ژوئن ۱۹۸۵    | نجدت جالپ (۱۹۲۲–۱۹۹۸)         |                                      |     | Populist Party (HP)                    |
| ۲۷ ژوئن ۱۹۸۵ – ۳۰ مه ۱۹۸۶        | آیدین گوون گورکان (۱۹۴۱–۲۰۰۶) |                                      |     | Populist Party (HP) (تا ۳ نوامبر ۱۹۸۵) |
| ۲۷ ژوئن ۱۹۸۵ – ۳۰ مه ۱۹۸۶        | آیدین گوون گورکان (۱۹۴۱–۲۰۰۶) | Social Democrat Populist Party (SHP) |     |                                        |
| ۳۰ مه ۱۹۸۶ – ۲۰ نوامبر ۱۹۹۱      | اردال اینونو (۱۹۲۶–۲۰۰۷)      |                                      |     | Social Democrat Populist Party (SHP)   |
| ۲۱ نوامبر ۱۹۹۱ – ۶ مارس ۱۹۹۶     | مسعود ییلماز (۱۹۴۷–)          |                                      |     | حزب مام میهن                           |
| ۶ مارس ۱۹۹۶ – ۲۸ ژوئن ۱۹۹۶       | نجم‌الدین اربکان (۱۹۲۶–۲۰۱۱)   |                                      |     | حزب رفاه                               |
| ۲۸ ژوئن ۱۹۹۶ – ۳۰ ژوئن ۱۹۹۷      | مسعود ییلماز (۱۹۴۷–)          |                                      |     | حزب مام میهن                           |
| ۳۰ ژوئن ۱۹۹۷ – ۱۷ دسامبر ۱۹۹۷    | نجم‌الدین اربکان (۱۹۲۶–۲۰۱۱)   |                                      |     | حزب رفاه                               |
| ۱۷ دسامبر ۱۹۹۷ – ۱۴ مه ۱۹۹۸      | اسماعیل آلپ‌تکین (۱۹۴۳–)       |                                      |     | حزب فضیلت                              |
| ۱۴ مه ۱۹۹۸ – ۲۲ ژوئن ۲۰۰۱        | رجایی کوتان (۱۹۳۰–)           |                                      |     | Virtue Party (FP)                      |
| ۲۲ ژوئن ۲۰۰۱ – ۱۹ نوامبر ۲۰۰۲    | تانسو چیللر (۱۹۴۶–)           |                                      |     | حزب راه راست                           |
| ۱۹ نوامبر ۲۰۰۲ – ۲۲ مه ۲۰۱۰      | دنیز بایکال (۱۹۳۸–)           |                                      |     | حزب جمهوری خلق ترکیه (CHP)             |
| ۲۲ مه ۲۰۱۰ – اکنون               | کمال قلیچ‌داراوغلو (۱۹۴۸–)     |                                      |     | حزب جمهوری خلق ترکیه (CHP)             |